# 桜宵
『桜宵』（さくらよい）は、北森鴻による日本の短編推理小説。「《香菜里屋》シリーズ」の第2作目。

## あらすじ

### 十五周年
（じゅうごしゅうねん）
《香菜里屋》で一人飲んでいたタクシー運転手の日浦は、北と東山の常連客2人の会話を聞くともなしに聞いていた。東山が10年以上音信不通だった知り合いの結婚式に招待され、出席したはいいが、ただの人数合わせにしろなぜ自分だったのか分からない、ということらしい。その話を聞き、自らのある記憶が蘇る。
5年以上帰っていない故郷・花巻の知り合いと東京で再会し、彼女の母親が営む小料理屋・千石の15周年パーティーに招待された。出席したはいいが、他の出席者たちの様子がどこかぎこちない。そして、日浦はあることに気がつく、店はまだ開店して14年目であると。果たして女将の目的とは……。

### 桜宵
（さくらよい）
埼玉県警新座署の警察官・神崎守衛は《香菜里屋》を訪れた。1年前に病死した妻の遺品に、「《香菜里屋》というビアバーを訪れてみて下さい。最後のプレゼントを用意しておきました。」という手紙を見つけてしまったからだ。
そこで出された「桜飯」を見て、生前妻がよく作ってくれた薄緑色のご飯のことを思い出す。あれは妻のメッセージだったのだ、「全て知っていた」という。
5年前神崎は、ある女性を張り込んでいた。地味な生活を送る彼女が、3日連続で公園の薄緑色の花の下のベンチに座り、特に誰と会うわけでもなく、ただ前を見続ける様子が気になり、翌年も花が満開の時期に公園を訪れ、彼女と再会する。小さな逢瀬は続き、4年目の春、神崎は彼女と関係を持った。妻のメッセージの真意とは……。

### 犬のお告げ
（いぬのおつげ）
同棲相手の修と、久しぶりに《香菜里屋》を訪れた際波美野里。初めて2人で訪れた時と似た料理を工藤が出してくれたおかげで、束の間の幸福感を得る。
だが修が、会社の湯浅部長主催のホームパーティーに招かれたこと、そのパーティーは通称《悪夢のリストランテ》と言い、人事部長・湯浅がリストラ候補者を招き、正式に誰にするか決める場だということを打ち明ける。しかもその方法が、湯浅の飼い犬が噛み付いた人物という噂が流れていることを聞き、美野里は怒り心頭に発する。
“犬のお告げ”の儀式の話を聞いていた工藤は、「歪んでいるな」とぽつりと漏らした。湯浅の真の目的とは……。

### 旅人の真実
（たびびとのしんじつ）
《香菜里屋》を訪れたある男が“金色のカクテル”を注文する。工藤が、カクテルならとすぐ近くの別の店を紹介すると、男は「バーなんて名ばかりか」と捨てぜりふを残して去っていった。飯島七緒は、全く同じ光景を東銀座のバーで見たことがあった。
工藤が紹介したのは、池尻大橋で《プロフェッショナル・バー香月》を営む、香月圭吾という男。香月は、例の男に“金色のカクテル”を出したが、男はそれも気に入らなかったようで、同じセリフを残していったらしい。
後日、七緒はバー香月を訪れ、香月がその後、彼、広末という男が望む“金色のカクテル”を作ることができたこと、広末はオリジナルカクテルの大会に出場する恋人のために躍起になっていたという事情を知る。だが間もなく、七緒は新聞の三面記事で広末の死を知ることとなる。

### 約束
（やくそく）
水道回りの故障に伴い、年末の10日間は店を休むことにした工藤は、結婚し、故郷の花巻で妻の夕海と小料理屋・千石を営む日浦の下を訪れる。いつもは常連客ばかりの店が、その日ばかりはなぜか繁盛し、日浦は工藤に応援を頼み、工藤は快く厨房で腕を振るった。
閉店間際、店を訪れた一組の男女。話を聞いていると、男は最近活躍するベストセラー作家で、2人は10年ぶりの再会であるらしい。学生時代に別れてしまった2人は、10年後に会う約束をしていた。昔話に花を咲かせているように思える2人だが、工藤は女の様子に何かを感じ取る。